# Pik Talgar
Il Pik Talgar  è la più alta vetta della catena Trans-Ili Alatau, prende il nome dal fiume e dalla città omonimi.

Vista la sua vicinanza con l'ex capitale del Kazakistan Almaty, il Pik Talgar è una popolare meta per gli appassionati di alpinismo.